# Michael Ridpath
Michael Ridpath (Devon, 7 de março de 1961) é um autor inglês de thrillers, em geral envolvendo o mundo das altas finanças. Já foi publicado em 38 idiomas.

## Biografia
Ele nasceu em Devon em 1961 e cresceu em Yorkshire, na Inglaterra. Ele foi educado na Millfield School e no Merton College, e passou oito anos trabalhando como corretor de títulos em um banco internacional na cidade de Londres. Seus empregadores anteriores incluem Saudi International Bank e Apax Partners.
Ele vive em Londres com a mulher e os três filhos.

## Carreira
Ele escreveu oito thrillers ambientados nos mundos dos negócios e das finanças, para depois se dedicar a uma série com um detetive islandês chamado Magnus.

## Obras

### Thrillers financeiros
- Free to Trade (1995) no Brasil: Negociações Perigosas (Nórdica, 1995)
- Trading Reality (1996) no Brasil: Realidade Capital (Nórdica, 1996)
- The Marketmaker (1998) no Brasil: O Vencedor (Nórdica, 1998)
- Final Venture (2000)
- The Predator (2001)
- Fatal Error (2003)

#### Alex Calder
- On The Edge (2005)
- See No Evil (2006)

### Detetive Magnus Jonson
- Where The Shadows Lie (2010) no Brasil: Onde as Sombras Se Deitam (Record, 2013) / em Portugal: Onde Moram as Sombras (Editorial Presença, 2011)
- 66° North (2011)
- Edge of Nowhere (2011)
- Meltwater (2012)
- Sea of Stone (2014)
- The Wanderer (2018)
- Death in Dalvik (2022)

### Conrad de Lancey
- Traitor's Gate (2013)
- Shadows of War (2015)

### Livros isolados
- Amnesia (Corvus, May 2017)
- Launch Code (Corvus, 2019)

### Conto
- "Partnership Track" (2005), publicado em The Detection Collection, editado por Simon Brett.